# The Doors No One Here Gets Out Alive
The Doors No One Here Gets Out Alive è un DVD tributo del gruppo musicale The Doors a Jim Morrison.
Il DVD si ispira al noto libro di Danny Sugerman e Jerry Hopkins, e va ad analizzare la figura di Morrison come cantante, autore e poeta.

## DVD
1. Introduction
2. Starting Out
3. Living on the Edge
4. The Miami Concert
5. From L.A. to Paris
6. End Credits
7. Back Door Man Excerpt from The Roundhouse 68
8. Wake Up from The Roundhouse 68
9. The End Excerpt from Apocalypse Now
10. Moonlight Drive from The Jonathan Winters Show
11. People Are Strange Excerpt from the Ed Sullivan Show
12. Light My Fire from the Ed Sullivan Show
13. Touch Me from the Smothers Brothers Comedy Hour
14. The Changeling Archival photos 67-70
15. L.A. Woman Excerpt with footage of '80s Los Angeles

## Formazione
- Jim Morrison – voce
- Ray Manzarek – organo, pianoforte, tastiera, basso
- John Densmore – batteria
- Robby Krieger – chitarra